# Bohuslav
Bohuslav (ukrainsk: Богуслав) er en by ved floden Ros i Obukhiv rajon, Kyiv oblast (provins) i Ukraine. Den er vært for administrationen af Bohuslav urban hromada, en af Ukraines hromadaer. Indbyggertallet var i 2001 på 17.135 indbyggere.
Byen har en befolkning på omkring 15.975 (2021).

## Galleri
- Gammel bygning i Bohuslav
- Trinity-kirken
- Sankt Nicholas kloster
- Granitbredder på Ros-floden i Bohuslav